# Blankenham
Blankenham ist ein weitläufiges Deichdorf in der Gemeinde Steenwijkerland in der niederländischen Provinz Overijssel. Bis 1973 war Blankenham eine eigene Gemeinde, als sie schließlich nach IJsselham eingemeindet wurde. Seit 2001 gehört Blankenham zu Steenwijkerland. Das Dorf liegt an der Grenze des Noordoostpolders und am Rande des Nationalparks Weerribben-Wieden.

## Geschichte
Blankenham entstand, als sich IJsselham in zwei Gebiete teilte. Ursprünglich erhielt es den Namen In den Hamme. Später wurde es nach Friedrich von Blankenheim, Bischof von Utrecht, benannt. Am 26. Juni 1418 gab dieser Bischof den Einwohnern das Recht, eine eigene Kirche zu gründen, weil sie zu weit von der IJsselhamer Kirche wohnten.

## Persönlichkeiten

### In Blankenham geboren
- Elle Gerrit Bolhuis (* 1887), Dichter und Dramatiker
- Meine van Veen (* 1893), Lehrer und Bürgermeister von Enschede